# Taboche
Der Taboche (auch Tawoche, Tawache, Tawesche oder Tawetse) ist ein Sechstausender in der Khumbu-Region des Himalayas in Nepal unweit von Pheriche und Dingboche.
Er ist der südlichste Berg auf dem von Nord nach Süd verlaufenden Kamm, der das Tal des Ngozumba-Gletschers und des Dudhkoshi-Flusses vom Tal des Khumbugletschers trennt. Sein nördlicher Nachbar auf diesem Kamm ist der 6440 m hohe Cholatse. Im Süden, jenseits des Tals der Imja Khola, liegt die Ama Dablam.
Sir Edmund Hillary, der Erstbesteiger des Mount Everest, unternahm auch den ersten, allerdings erfolglosen Besteigungsversuch des Taboche. Die Erstbesteigung gelang erst 1974 einer französischen Expedition unter Leitung von Yannick Seigneur, der auch der Komponist Jean-Christian Michel angehörte. Die direkte Nordostwand wurde im Februar 1989 von Jeff Lowe und John Roskelley im Alpinstil bezwungen.

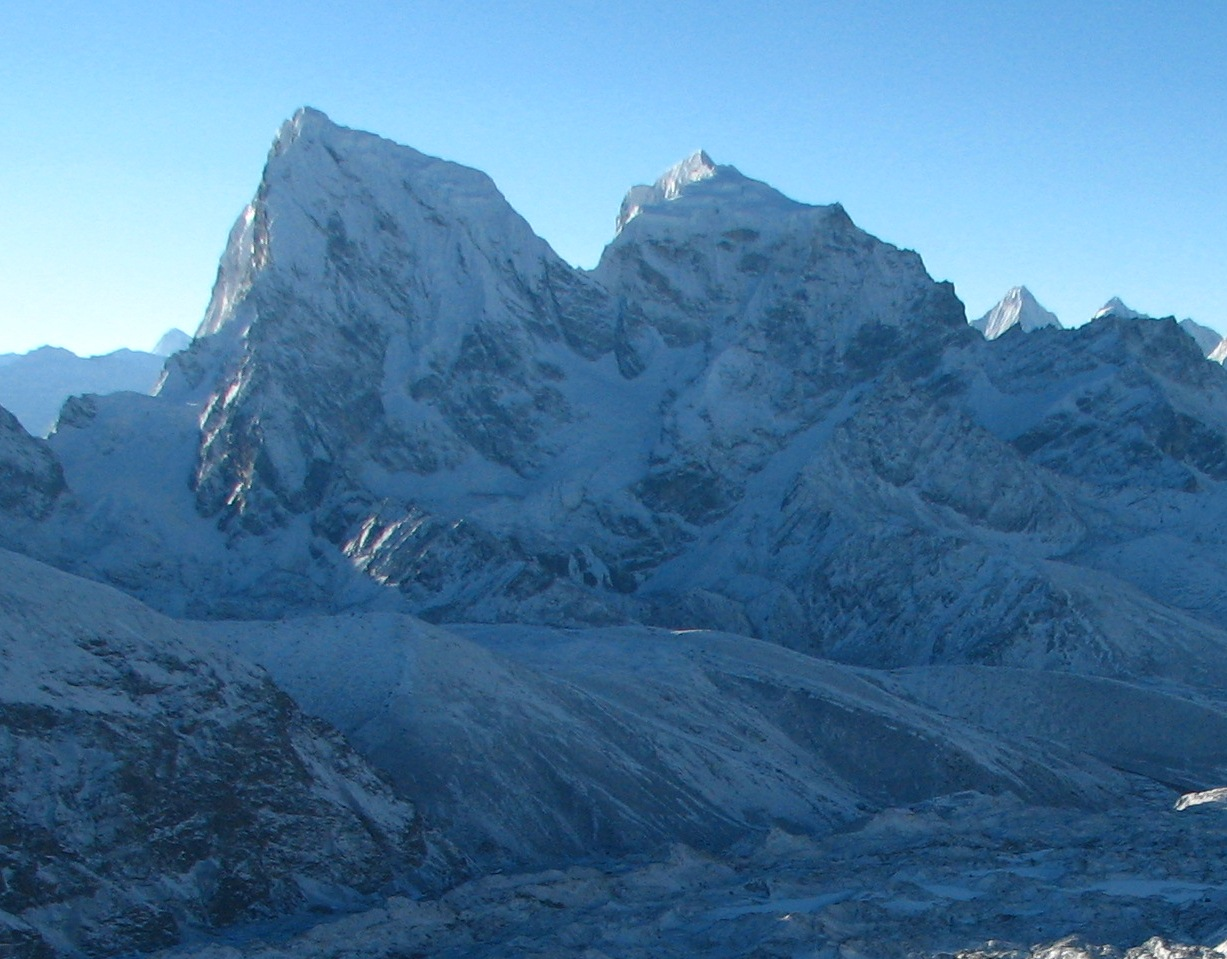
Taboche (rechts) und Cholatse (links) von Nordwesten
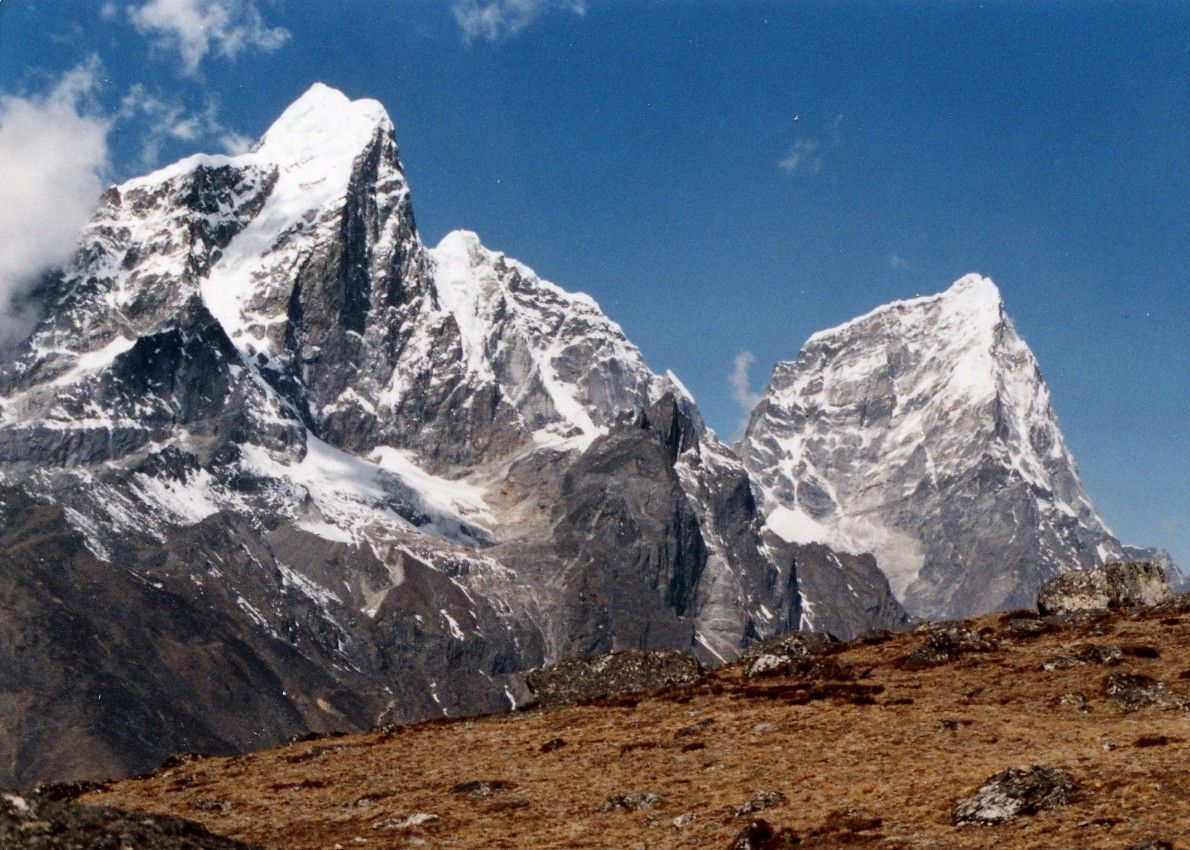
Taboche (links) und Cholatse (rechts) von Südosten
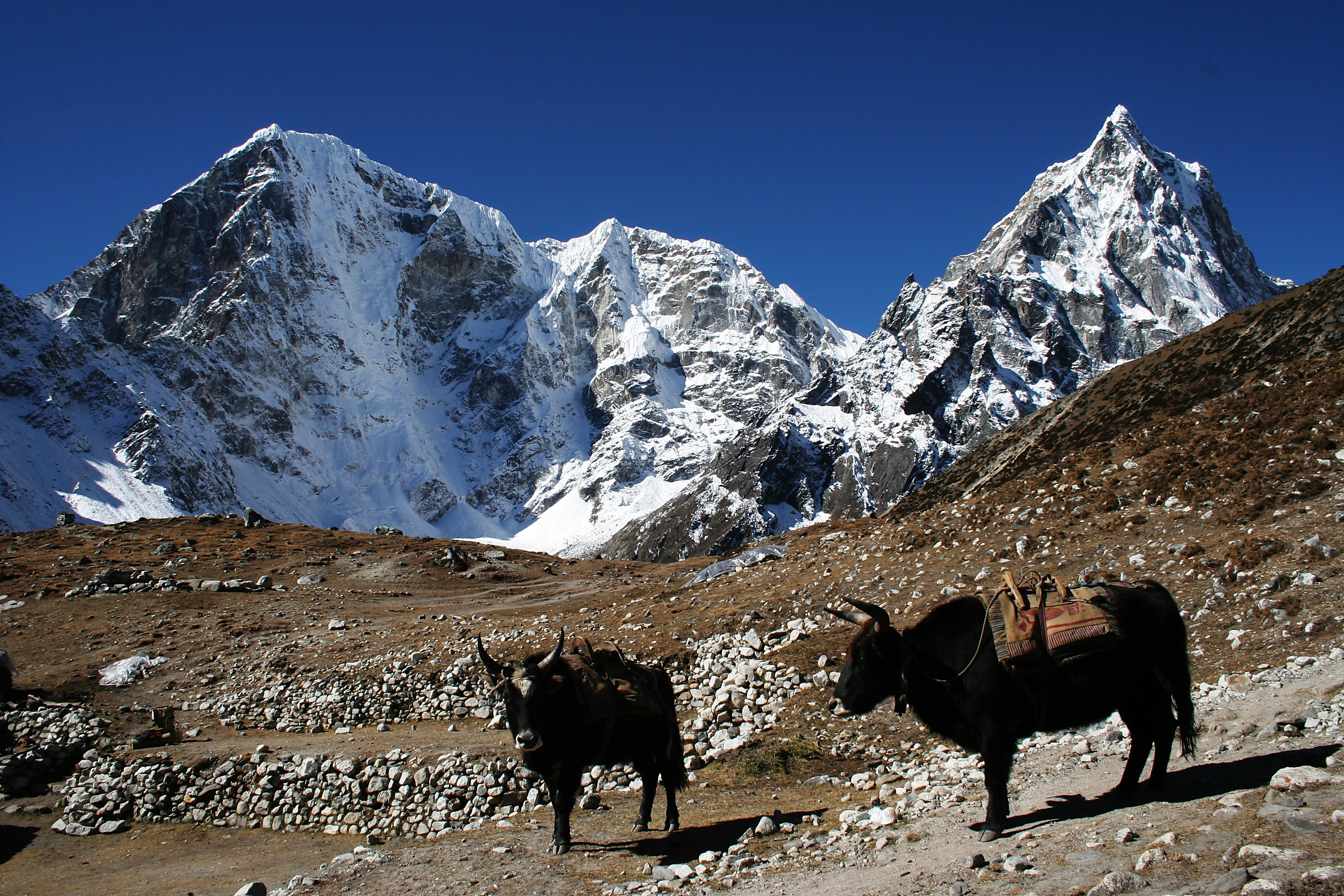
Taboche (links) und Cholatse (rechts) von Nordosten